# Heinrich Christoph Jussow

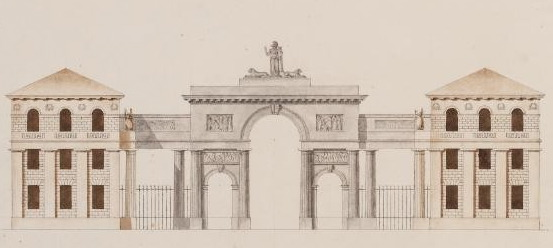
Entwurfszeichnung für das Wilhelmshöher Tor von Heinrich Christoph Jussow, um 1805

Heinrich Christoph Jussow (* 9. Dezember 1754 in Kassel; † 26. Juli 1825 ebenda) war ein deutscher klassizistischer Architekt und Gartengestalter.

## Leben

### Familie
Heinrich Christoph Jussow war der einzige Sohn des Architekten und landgräflichen Oberbaumeisters Johann Friedrich Jussow (1701–1779), der unter den Landgrafen Wilhelm VIII. und Friedrich II. von Hessen-Kassel zahlreiche Dorfkirchen in Niederhessen errichtete, und dessen Ehefrau Katharina Elisabeth, geb. Stoffregen (1715–1779). Er hatte zwei Schwestern. Er selbst blieb unverheiratet und ohne Nachkommen.

### Jugendjahre
In seinem 7. Lebensjahr wurde er in die Lateinschule in Kassel eingeschult, die er widerwillig, aber nach 10 Jahren erfolgreich abschloss. Danach wechselte 1771 an das Collegium Carolinum in Kassel, wo der Mathematikprofessor Johann Matthias Matsko sein beliebtester Lehrer und großes Vorbild wurde. Auf Druck seiner Eltern ging Jussow Ostern 1773 zum Jura-Studium an die Philipps-Universität Marburg, aber er hatte wenig Interesse an diesem Fachgebiet und kehrte nach zwei Jahren zurück ans Collegium Carolinum, wo er sich wieder dem Studium der Mathematik unter Matsko widmete. 1776 ging er, wieder auf elterlichen Druck, an die Georg-August-Universität Göttingen, um sein Jurastudium fortzusetzen. Auch dort fand er weniger Gefallen an den Rechtswissenschaften als an den Vorlesungen des Mathematikprofessors Abraham Gotthelf Kästner. Die ernsthafte Erkrankung beider Eltern zwang ihn Ostern 1778 zur Rückkehr nach Kassel – Jussows Mutter starb im März 1779, sein Vater im Juli 1779 – und zur Suche nach einer den Lebensunterhalt sichernden beruflichen Tätigkeit. Er entschied sich für Architektur, bildete sich im Selbststudium im Zeichnen weiter und erhielt im Oktober 1778 eine Assistentenstelle im landgräflichen Baudepartement. Dort war er zwar nur mit untergeordneten Tätigkeiten befasst, konnte sich aber gleichzeitig durch das Studium architekturtheoretischer Schriften vor allem des Barocks und durch die Beschäftigung mit dem vom Palladianismus geprägten Werk seines Vorgesetzten, dem Oberhofbaumeistes Simon Louis du Ry, weiterbilden.

### Wanderjahre

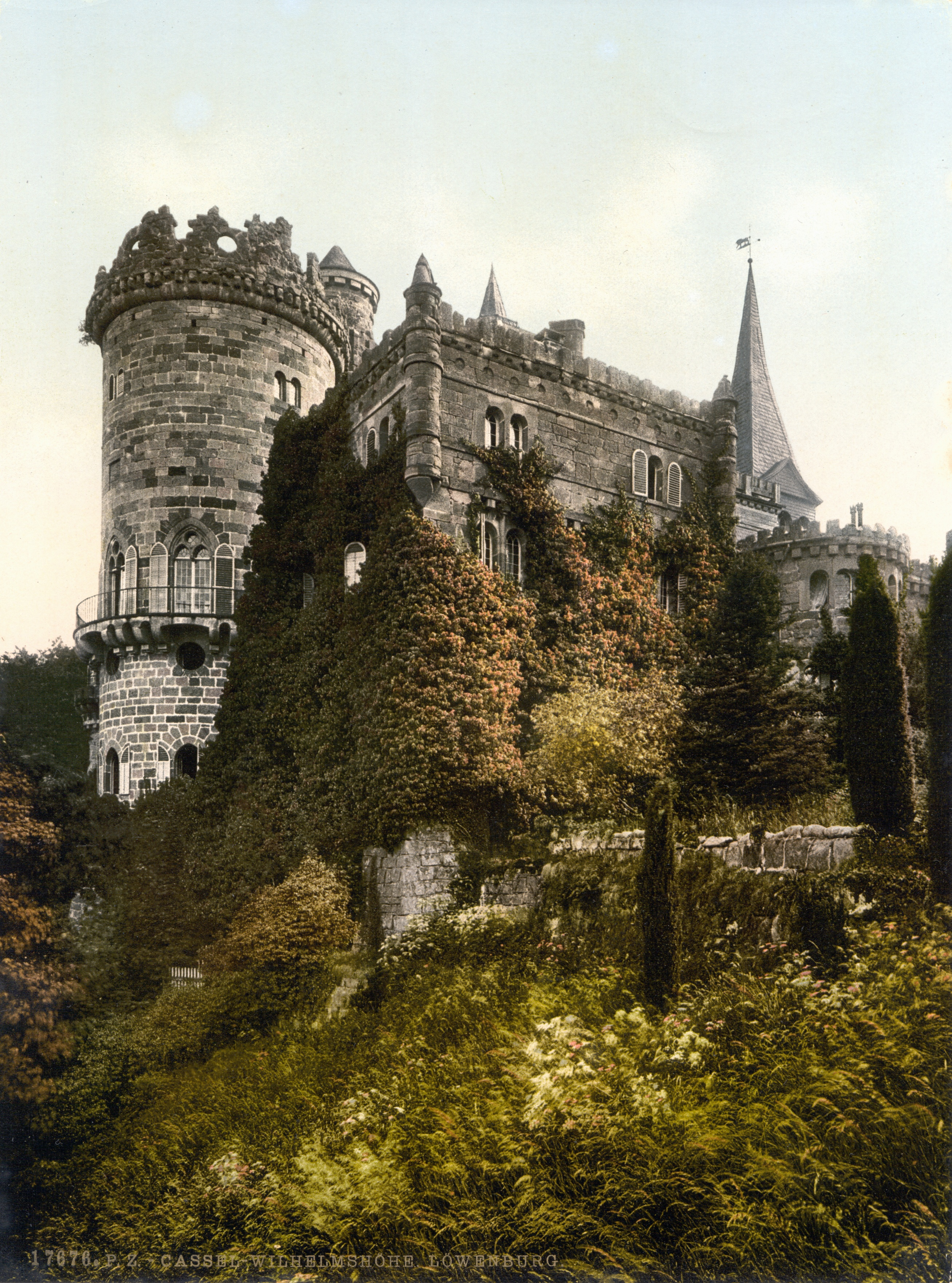
Die Löwenburg um 1900 (historische Postkarte); links der im Zweiten Weltkrieg zerstörte Bergfried

1781 wurde Jussow Architekturlehrer an der 1777 aus dem Collegium Carolinum herausgelösten Kasseler Kunstakademie. Im gleichen Jahr besuchte Landgraf Friedrich II. Paris, wo er den bekannten frühklassizistischen Hofarchitekten und Stadtplaner Charles de Wailly kennenlernte, ihn zum Ehrenmitglied der Kunstakademie Kassel ernannte und ihn mit Planungen zum Umbau und der städtebauliche Einbindung des Landgrafenschlosses in Kassel beauftragte. De Wailly kam 1782 nach Kassel und legte dort seine Pläne vor. Bald darauf erhielt Jussow vom Landgrafen ein Reisestipendium und eine Empfehlung an de Wailly, womit er 1783 nach Paris reiste, dort zwei Jahre lang die Königliche Bauakademie besuchte und dabei stark von de Wailly beeinflusst wurde. Darauf folgte ein langer Italienaufenthalt, bei dem er sich vor allem in Rom, Neapel und auf Sizilien dem Studium der Architektur und bildenden Kunst der Antike widmete und auf der Rückreise die Städte Oberitaliens, Triest und Wien besuchte. Auf Wunsch des seit November 1785 regierenden Landgrafen Wilhelm IX., Sohn Friedrichs II. und der englischen Prinzessin Maria, reiste Jussow, zum Gartenarchitekten des Landgrafen ernannt, danach noch über Hamburg nach England, um sich dort herrschaftliche Landsitze anzusehen und mit der in Mode gekommenen Garten- und Cottage-Architektur der Ornamental Farm bekannt zu machen.

### Hofbaumeister und Gartenarchitekt in Kassel

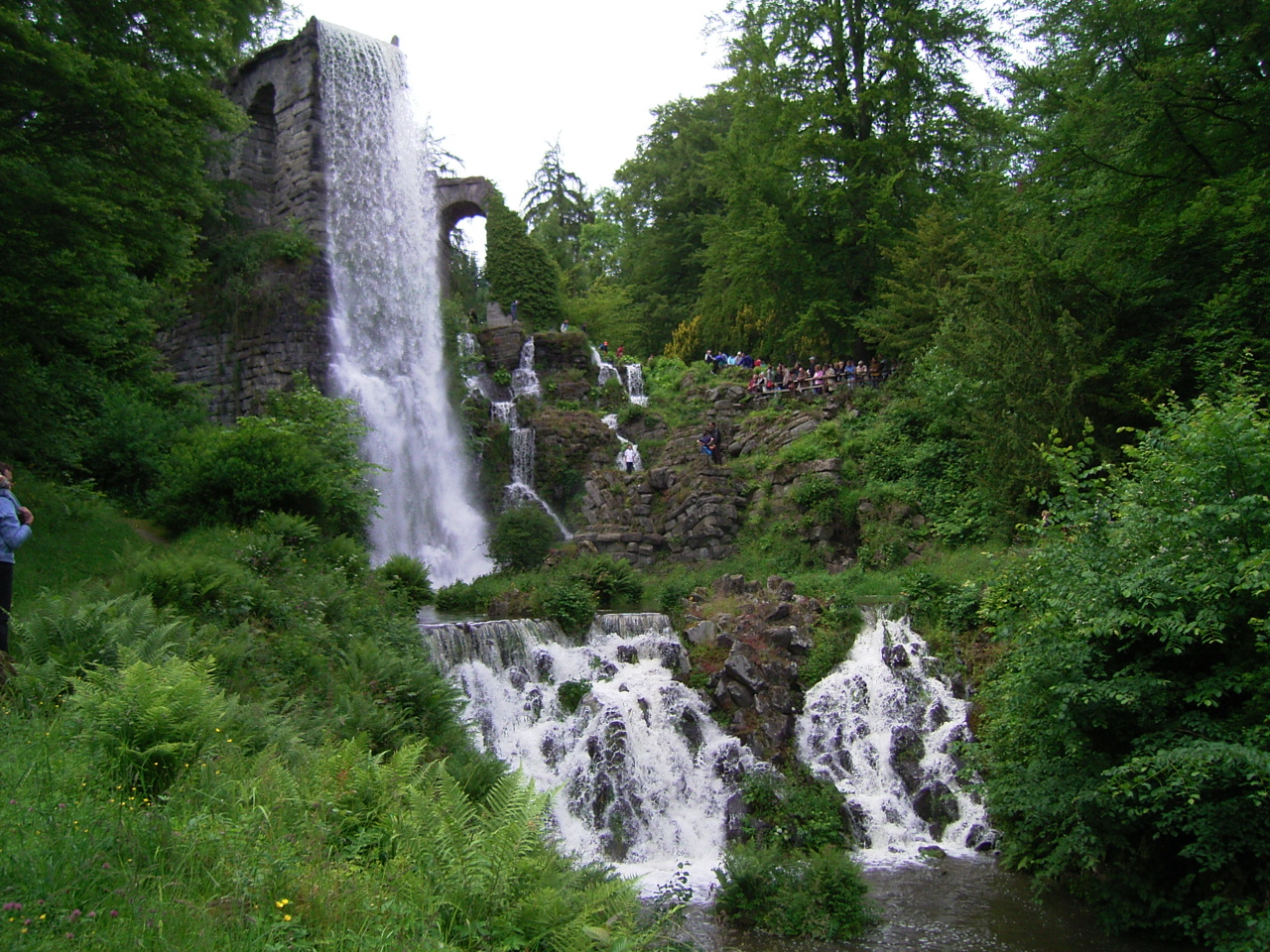
Der Aquädukt im Bergpark Wilhelmshöhe

Nach seiner Rückkehr nach Kassel wurde Jussow wieder im Baudepartement angestellt und von Landgraf Wilhelm IX., dem späteren Kurfürsten Wilhelm I., u. a. mit der Planung des Mittelbaus des Schlosses Wilhelmshöhe und der Umgestaltung des Bergparks Wilhelmshöhe beauftragt. Du Ry hatte einen Flügel des Schlosses (den Weißensteinflügel) bereits fertiggestellt, der andere (der Kirchflügel) war im Bau. Jussow entwarf den freistehenden Mitteltrakt, dessen Bau 1792 in Angriff genommen und 1798 beendet wurde. Dieser Bau, die als Künstliche Ruine von 1793 bis 1798 erbaute neugotische Löwenburg und die Gestaltung des Bergparks gelten als Jussows Hauptwerke. Im Park, bei dessen Umgestaltung er eng mit dem Brunnen- und Wasserkunstinspektor Carl Steinhöfer und dem Garteninspektor Daniel August Schwarzkopf zusammenarbeitete, errichtete er verschiedene kleine Bauten wie z. B. den Apollo-Tempel, das Felseneck und die Halle des Sokrates, entwickelte den Schlossteich, den heutigen Lac, und erweiterte die Wasserspiele – durch Bauwerke wie den Fontänenteich (1789/90), die Jussow-Kaskade und die Teufelsbrücke mit dem Höllenteich (1792/93). Jussow entwarf auch den Aquädukt (1788–1792), die Nachbildung einer verfallenen römischen Wasserleitung, von der das Wasser in eine 34 Meter tiefer gelegene Schlucht stürzt. Auch der Um- und Ausbau 1790/91 des 1762 errichteten großen Marstalls beim Schloss Wilhelmshöhe war sein Werk; er selbst bezog 1791 eine Wohnung im neuen Obergeschoss des Marstalls, als er die sogenannte Bagatelle, die er während seiner Arbeit in Wilhelmshöhe bewohnt hatte, für den Landgrafen bei dessen Aufenthalten in der künstliche Ländlichkeit des Bergparks freimachen musste.

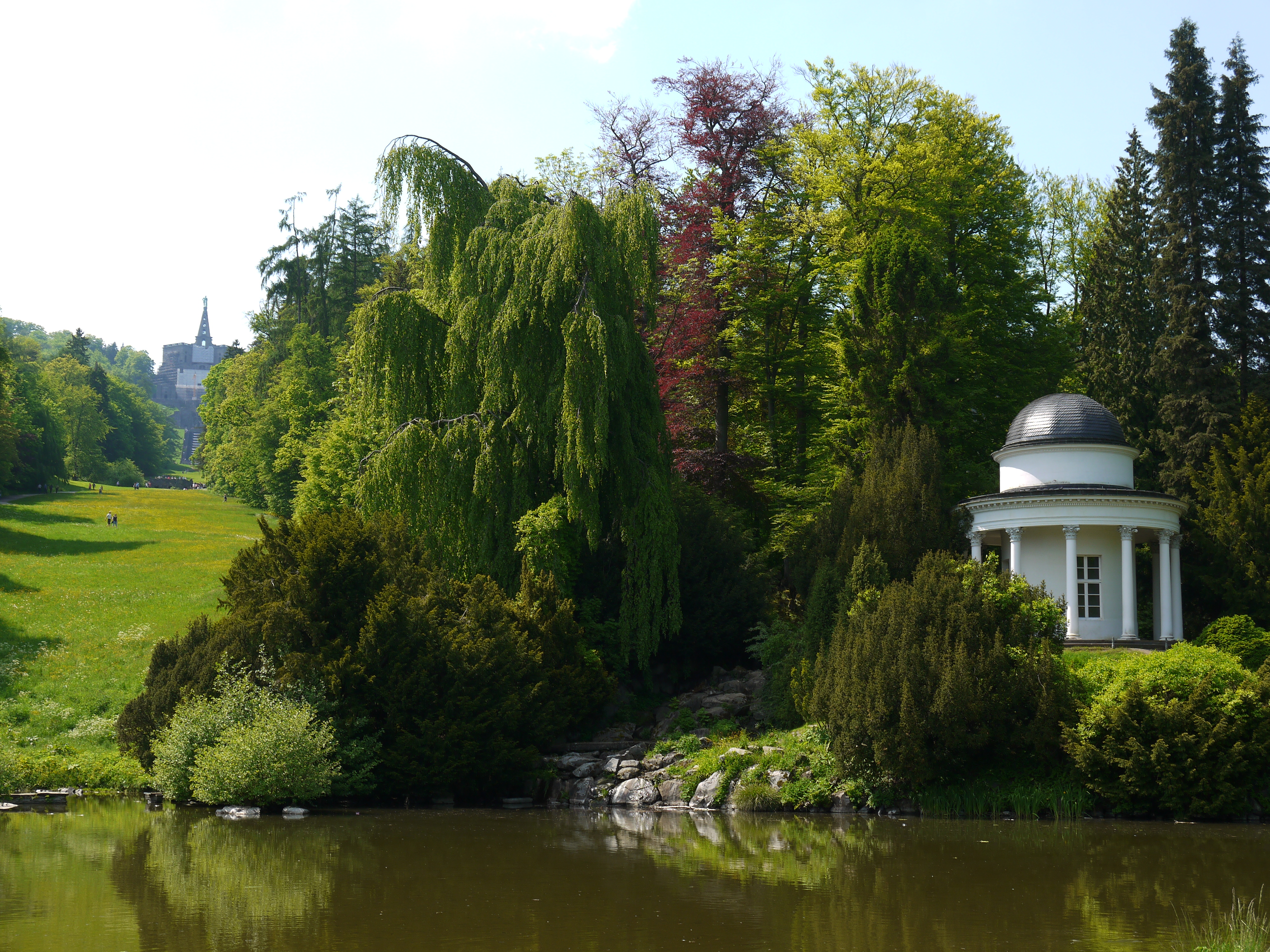
Apollo-Tempel (sog. Jussow-Tempel) am Fontänenteich; links im Hintergrund der Herkules
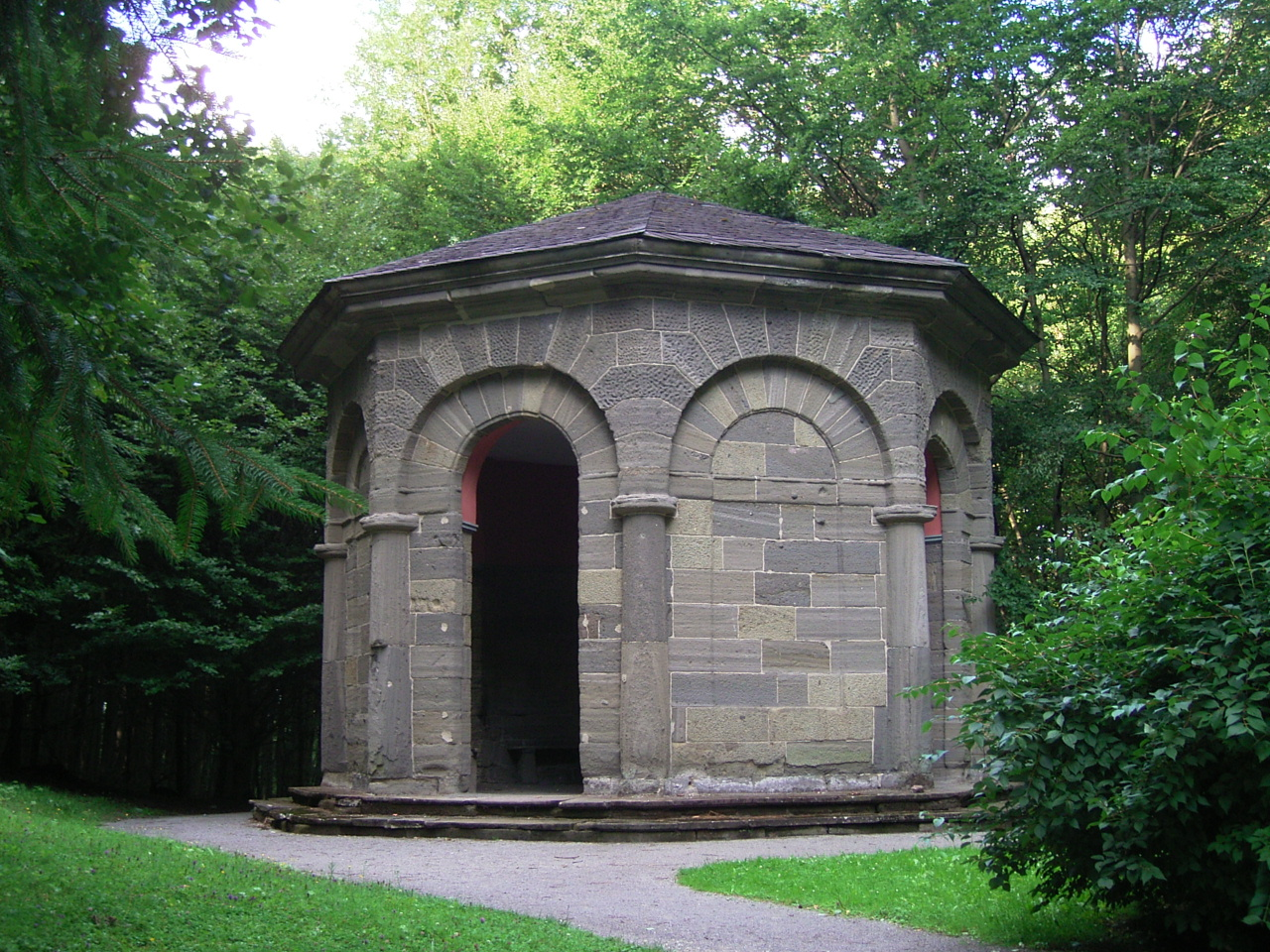
Das Felseneck
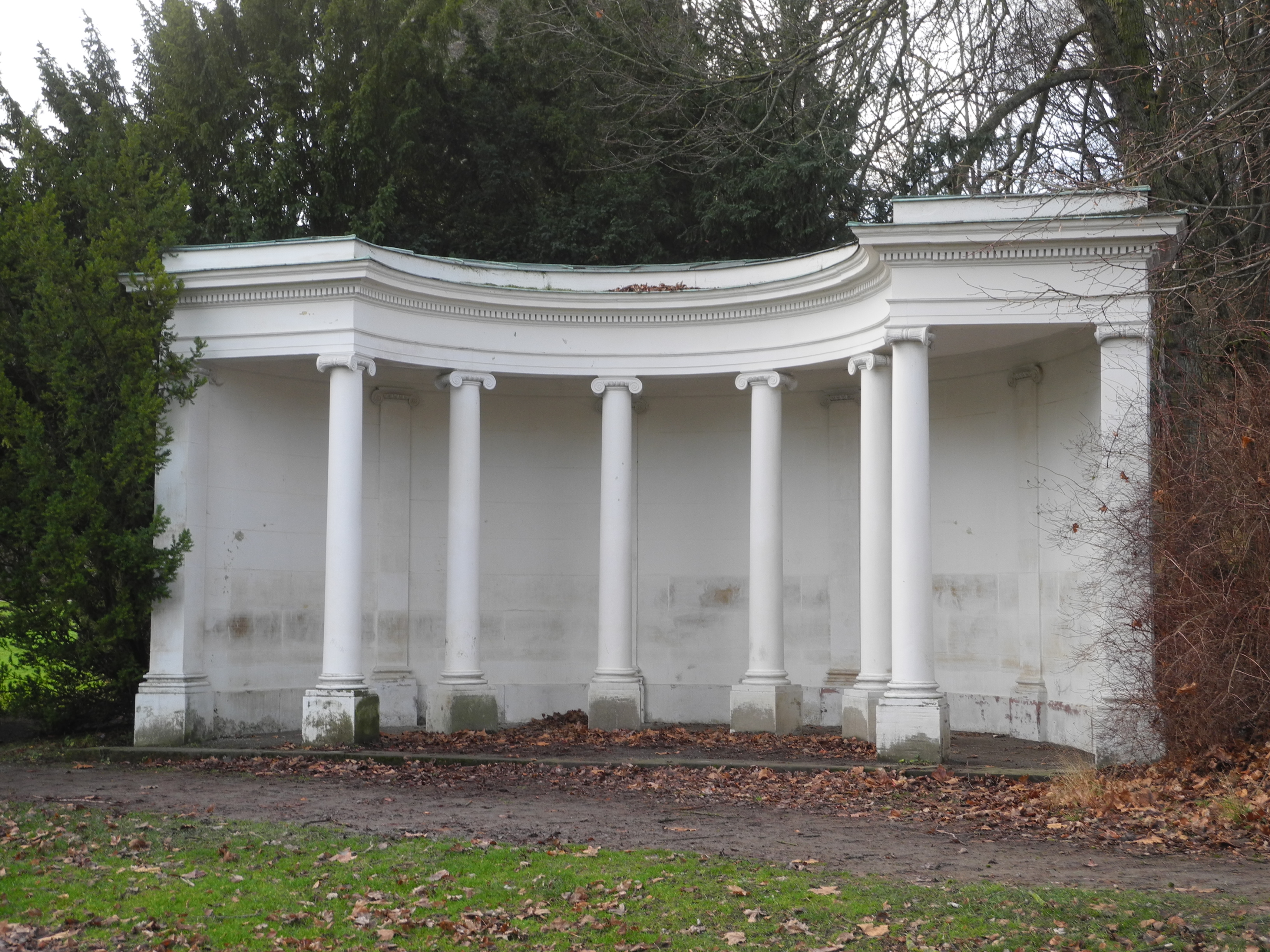
Halle des Sokrates
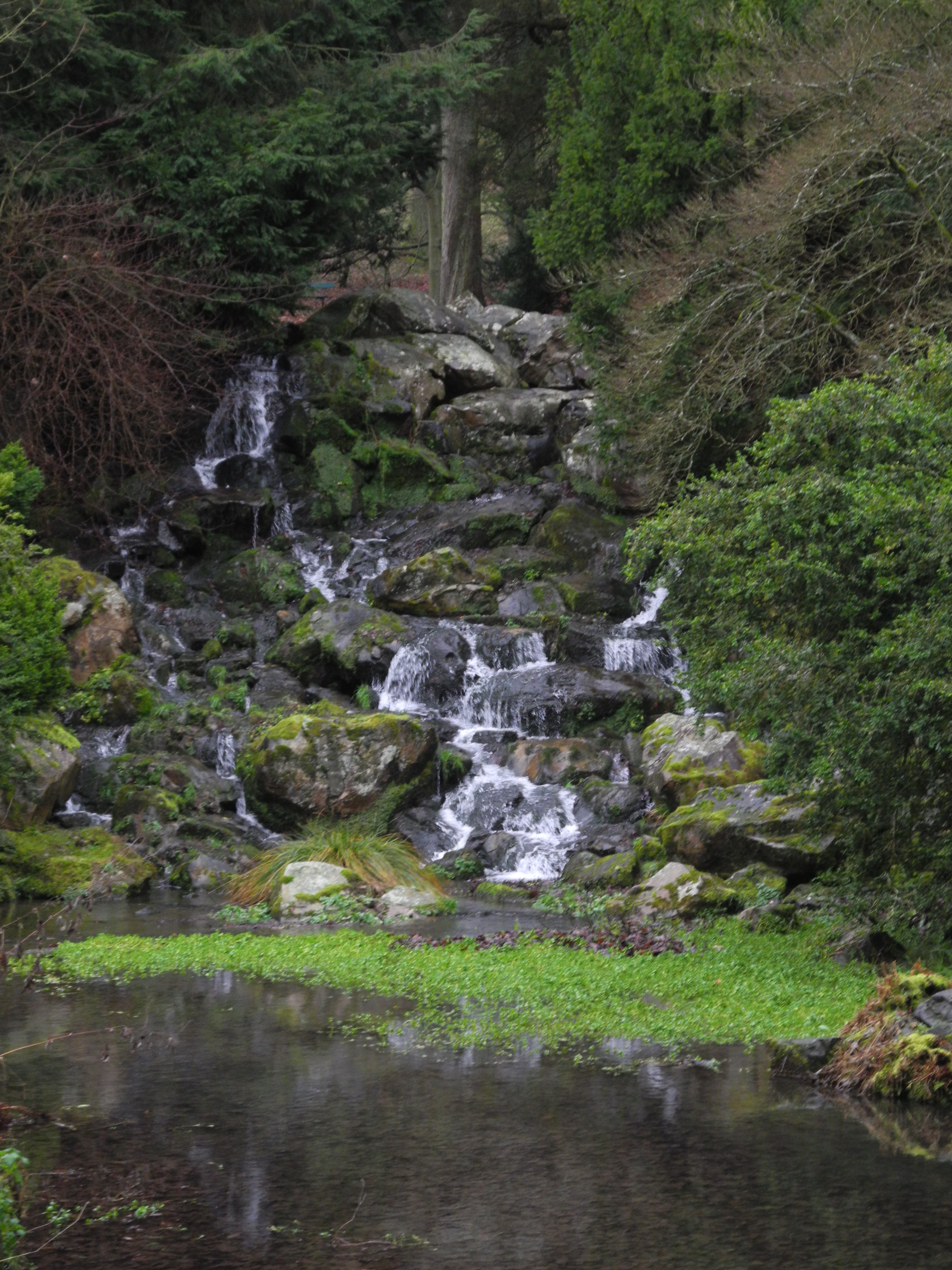
Jussow-Kaskade
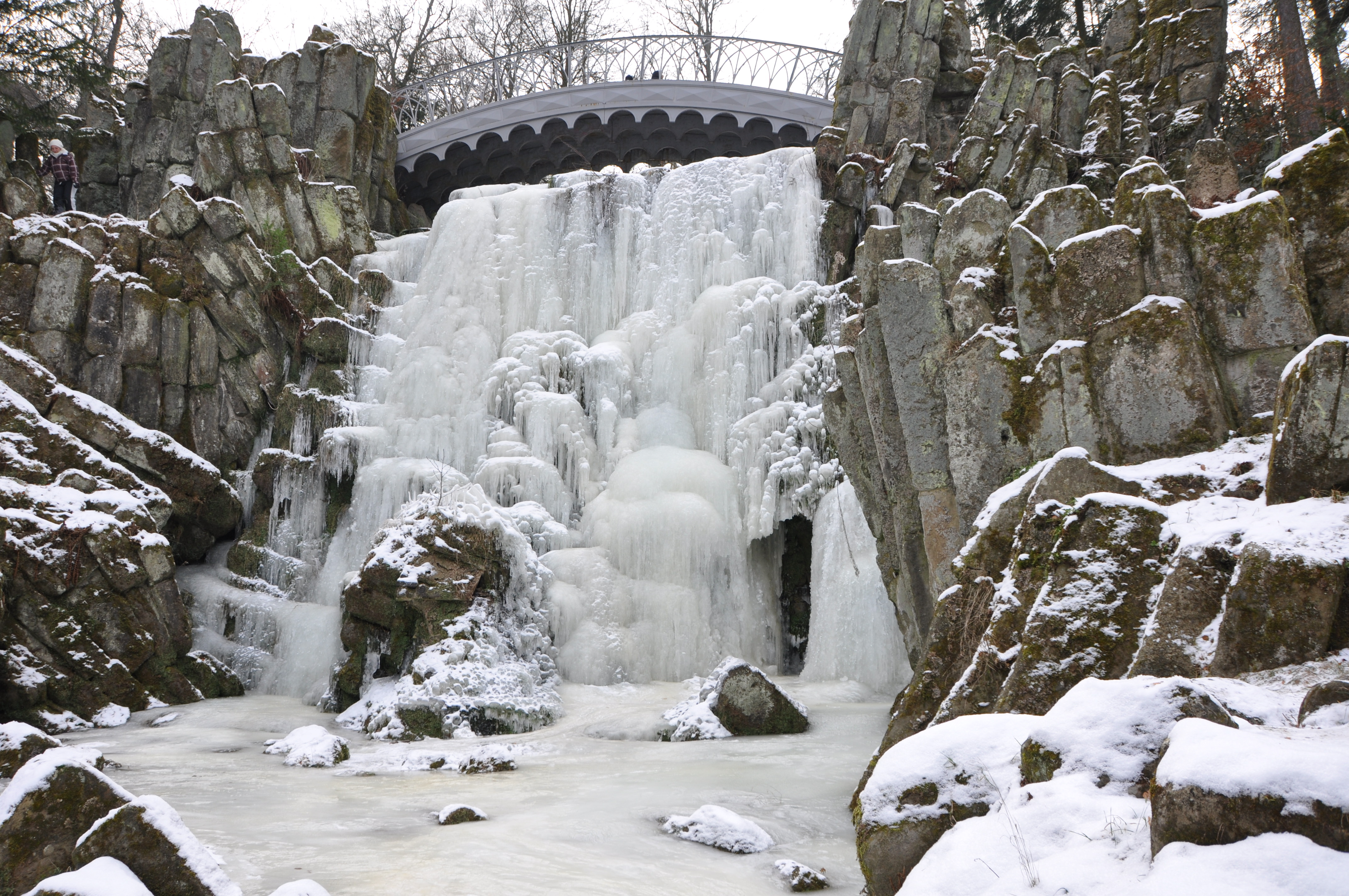
Teufelsbrücke im Winter
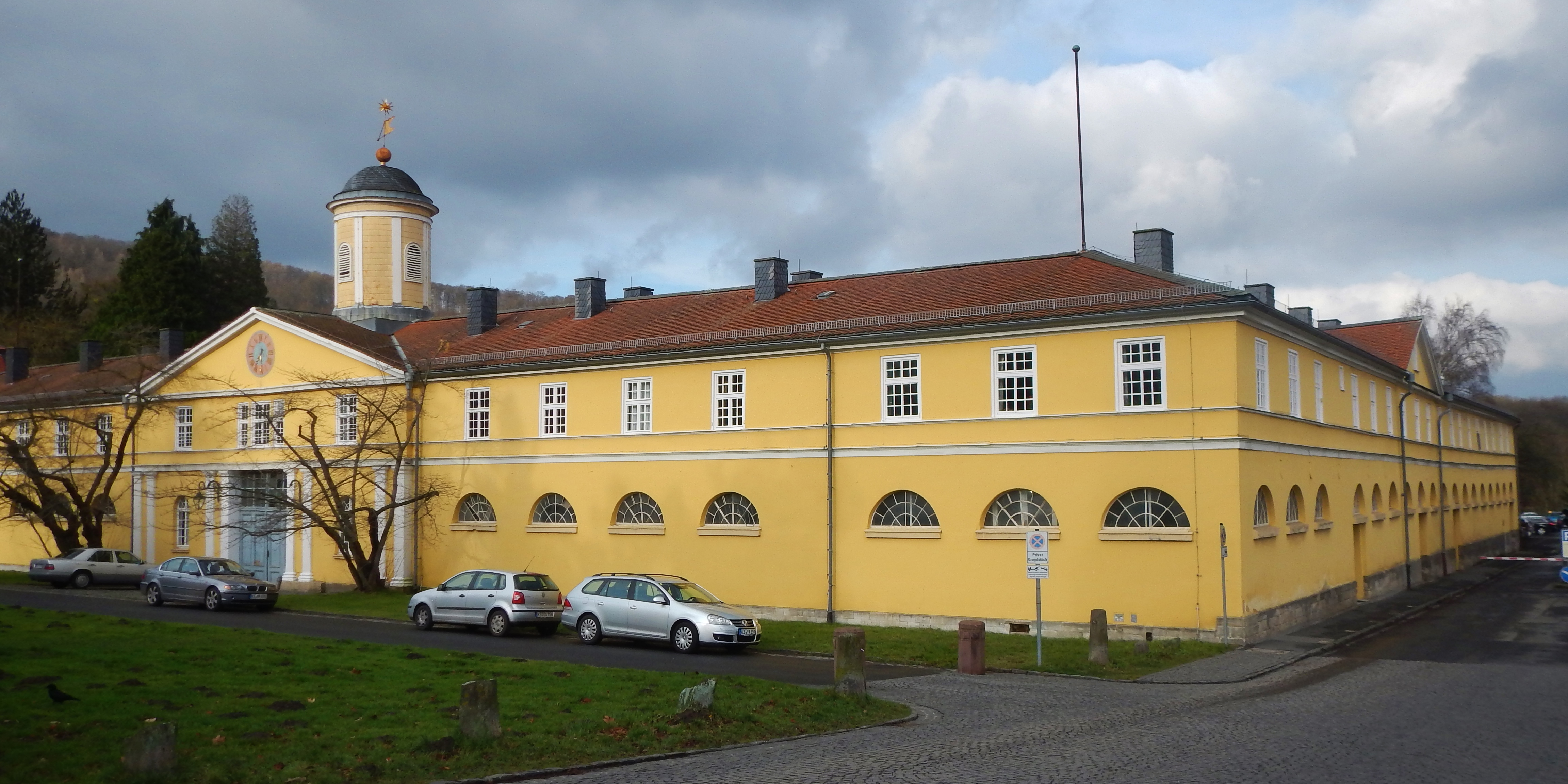
Marstall

Nach du Rys Tod 1799 wurde Jussow als dessen Nachfolger Oberkammerrat und Oberhofbaudirektor, somit dem Hofbau-, Land-, Chaussee- und Wasserbauwesen vorstehend, sowie Direktor der Architekturabteilung an der Kunstakademie. Jussow war sehr fleißig und arbeitete oft an mehreren Projekten gleichzeitig. Er entwarf zahlreiche Gebäude sowie Einrichtungsgegenstände wie Betten, Stühle, Tische, Öfen, Stuckornamente und Wandverkleidungen. 

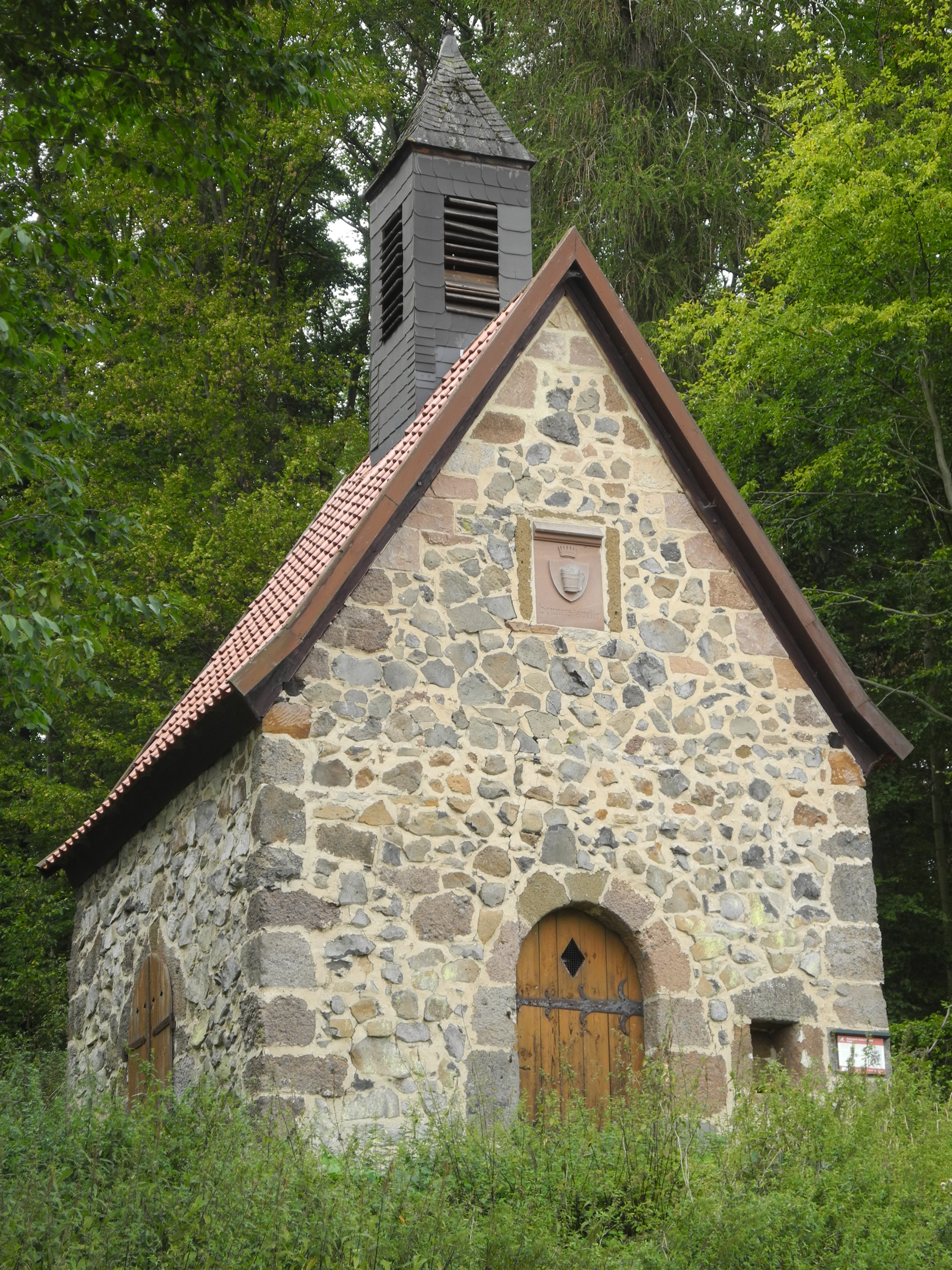
Die um 1799 erbaute Kapelle im Schlosspark Riede, das Gebäude ist nicht mehr im Originalzustand (2019)

Während der Zeit des kurzlebigen napoleonischen Königreichs Westphalen unter Jérôme Bonaparte von 1807 bis 1813 blieb Jussow als „Direktor der Krongebäude und Generalinspekteur der Brücken, Chausseen und öffentlichen Gebäude“ im Amt. In diese Zeit fiel im Jahre 1809 Jussows Aufnahme in die Kasseler Freimaurerloge Hieronymus Napoleon zur Treue, bis Juli 1807 noch „Friedrich von der Freundschaft“ genannt. Nach dem Ende des Königreichs Westphalen und der Rücknahme des Logenverbots wurde 1814 daraus die Loge „Wilhelm zur Standhaftigkeit“.
Mit der Restitution des Kurfürstentums und der Rückkehr des Kurfürsten Wilhelm I. Ende 1813 bekam Jussow seine Stellung als Oberhofbaudirektor wieder zurück. Auch ernannte ihn der Kurfürst am 27. Juni 1820 zum Kommandeur II. Klasse des Hausordens vom Goldenen Löwen.

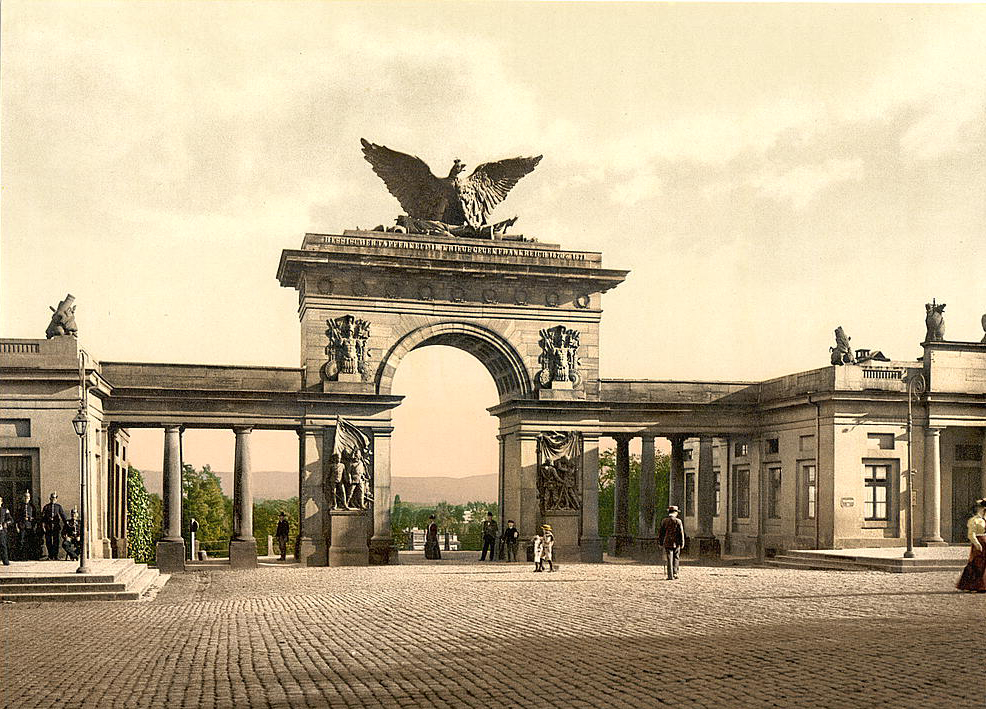
Das Auetor, um 1900

Da das Kasseler Stadtschloss 1811 durch einen Großbrand teilweise zerstört worden war, ließ der Kurfürst 1816 nicht nur den nahezu völlig zerstörten Nordwestflügel, sondern auch die zwar ebenfalls beschädigten, aber noch stehenden drei anderen Flügel abreißen und beauftragte Jussow mit der Planung einer neuen Residenz, der monumentalen „Chattenburg“, die an dieser Stelle errichtet werden sollte. Ihre Ausmaße und der Aufwand, die etwa der Wiener Hofburg entsprachen, gingen weit über den üblichen Rahmen einer landesfürstlichen Residenz hinaus. dessen Grundstein 1820 gelegt wurde, benötigte eine Menge Arbeiter. Als Jussow nicht genug Maurer auftreiben konnte, stellte er im März 1820 einen Antrag, alle beim Militär befindlichen Maurergesellen der Garnisonen Kassel, Hersfeld, Marburg und Ziegenhain für den Bau der Chattenburg abzustellen. Der Antrag wurde genehmigt, 200 zusätzliche Arbeiter trafen ein und auf der Baustelle arbeiteten nun ca. 1200 Mann. Die Arbeiten wurden nach Wilhelms I. Tod 1821 eingestellt, als nur das erste Stockwerk im Rohbau stand.
Das Auetor in Kassel gilt als Jussows letzte Arbeit, die sein Nachfolger als Oberbaudirektor Johann Conrad Bromeis 1825 für ihn ausführte. 1876 wurde es zu einem Kriegerdenkmal umgestaltet und 1896 wegen des Theaterbaus auf den Schlossplatz verlegt. Im Zweiten Weltkrieg wurde es zerstört und schließlich abgerissen.

## Tod

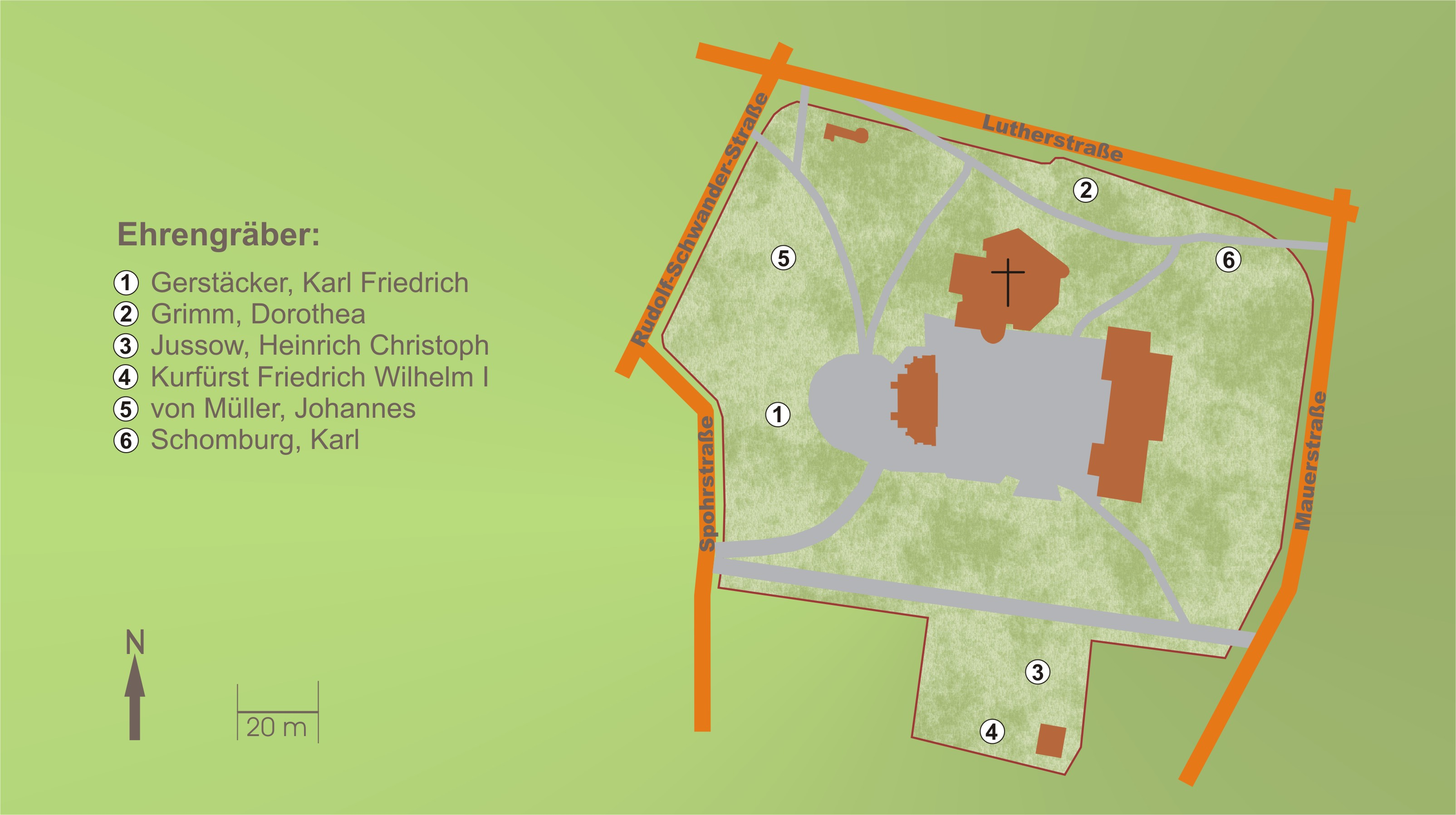
Lageplan der Ehrengräber auf dem Altstädter Friedhof

Jussow starb am 23. Juli 1825 im Alter von 71 Jahren nach langer Krankheit. Er wurde an der Südseite des Altstädter Friedhofes vor dem von ihm selbst entworfenen Mausoleum der 1820 verstorbenen Gemahlin des Kurfürsten Wilhelm I., Wilhelmine Karoline von Dänemark, bestattet.